# Lespezi, Iași
Lespezi este satul de reședință al comunei cu același nume din județul Iași, Moldova, România.